# Vilis Lācis
Vilis Lācis (ur. 12 maja 1904 w Rīnūži jako Jahn Wilhelm Lahze, zm. 6 lutego 1966 w Rydze) – radziecki i łotewski polityk, pisarz, przewodniczący Rady Komisarzy Ludowych Łotewskiej SRR (1940–1946) i premier Łotewskiej SRR w latach 1946–1959.

## Życiorys

### Życie i działalność na przedwojennej Łotwie
Był synem robotnika portowego Tenisa Lācisa i jego żony Kārliny. Lata 1917–1921 spędził w Rosji, w latach 1917–1918 kształcił się w seminarium nauczycielskim w Barnaule. Po powrocie na Łotwę również podjął pracę jako doker. Następnie pracował m.in. jako rybak i palacz na statku handlowym, brał udział w robotniczych protestach. W 1928 r. przystąpił do nielegalnej Komunistycznej Partii Łotwy, ówcześnie sekcji WKP (b). Z racji swoich radykalnie lewicowych przekonań i działalności związkowej znajdował się pod nadzorem policyjnym. Mimo to z powodzeniem rozwijała się jego kariera literacka: w swoich powieściach Lācis opisywał życie łotewskich robotników. W latach 1931–1933 wydał trzytomowy cykl Bezskrzydłe ptaki (Putni bez sparniem).  W 1933 r. opublikowana została jego antykapitalistyczna powieść Syn rybaka. Była ona drukowana w odcinkach w dzienniku „Jaunākās Ziņas”, zyskując wielką popularność. W roku następnym pisarz stworzył jej adaptację w formie dramatu, a sztuka była wystawiana w teatrach Rygi, Jełgawy, Lipawy, Dyneburga, Windawy. 
Po Synu rybaka na łamach „Jaunākās Ziņas” i bliskiego mu magazynu „Atpūta”, drukowane były kolejne jego utwory. W 1938 r. Vilis Lācis został stałym pracownikiem dziennika, był też jednym z najpoczytniejszych autorów na międzywojennej Łotwie. Równocześnie krytycy literaccy w znacznej mierze ignorowali jego twórczość. Po 1934 r. w swojej twórczości potępiał reżim stalinowski w ZSRR, równocześnie wyrażając się przychylnie o autorytarnych rządach Kārlisa Ulmanisa. Poświęcił mu entuzjastyczny tekst w 1938 r., w 20. rocznicę ogłoszenia niepodległości Łotwy. W 1939 r. Syn rybaka został zekranizowany, w reżyserii Vilisa Lapenieksa, i odniósł ogromny sukces. Na potrzeby filmu Lācis opracował złagodzoną wersję scenariusza, by obraz nie został zatrzymany przez cenzurę.

### We władzach Łotewskiej SRR
Po wkroczeniu Armii Czerwonej na Łotwę w czerwcu 1940 r. został komisarzem spraw wewnętrznych w marionetkowym rządzie Augustsa Kirhenšteinsa. Pełniąc to stanowisko, zatwierdził decyzję o aresztowaniu ok. 70 łotewskich polityków i wojskowych, w tym białych emigrantów rosyjskich. 21 lipca 1940 r. na forum wybranego w sfałszowanych wyborach łotewskiego Sejmu wezwał do przyłączenia Łotwy do ZSRR. 25 sierpnia 1940 r., dwadzieścia dni po aneksji, został przewodniczącym Rady Komisarzy Ludowych nowo utworzonej Łotewskiej SRR. Równocześnie z aktywnością polityczną kontynuował działalność literacką, wychwalając nowe władze i całkowicie wycofując się ze swojej wcześniejszej krytyki stalinizmu. W 1941 r. ponownie zatwierdził rozkazy o deportacji ok. 15 tys. Łotyszy, oskarżonych o przynależność do organizacji kontrrewolucyjnych, na Syberię (w części do pracy przymusowej w łagrach). W grupie tej znaleźli się politycy, przedstawiciele inteligencji, zamożni chłopi oraz przedsiębiorcy.  
W 1941 r., po ataku Niemiec na ZSRR, został ewakuowany z Łotwy do Moskwy. Po ponownym zajęciu Rygi przez Armię Czerwoną w październiku 1944 ponownie objął stanowisko przewodniczącego Rady Komisarzy Ludowych Łotewskiej SRR, przemianowane w 1946 na stanowisko przewodniczącego Rady Ministrów Łotewskiej SRR. W 1946 r. jeden z oddziałów łotewskiej partyzantki antykomunistycznej dokonał w Jurmale nieudanego zamachu na Lācisa. Drugi zamach, który partyzanci planowali przeprowadzić bezpośrednio przed domem polityka na ul. Kirowa w Rydze, został udaremniony, gdyż jedna z członkiń grupy okazała się informatorką NKWD. 
W marcu 1949 r. zaaprobował kolejną wielotysięczną deportację Łotyszy, głównie zamożnych i średniozamożnych gospodarzy, w głąb ZSRR. W tym samym roku w republice przeprowadzona została kolektywizacja rolnictwa. W lipcu 1949 r. do kołchozów przystąpiło 76,1% gospodarstw, gdyż ludność wiejska została skutecznie zastraszona marcową deportacją. 
Bezpośrednio po II wojnie światowej zorganizował kampanię przeciwko pisarzom, których twórczość nie mieściła się w założeniach socrealizmu. Sam nadal tworzył w tym właśnie stylu: wydał powieści Nawałnica i Ku nowemu brzegowi oraz dramaty Vedekla oraz Uzvara, utrzymane w poetyce socrealistycznej. W 1947 r. został mu nadany tytuł Ludowego Pisarza Łotewskiej SRR. W latach 1949 i 1952 otrzymał Nagrodę Stalinowską w dziedzinie literatury. Łącznie jest autorem 20 powieści i obszernych opowiadań (z czego cztery napisał po II wojnie światowej), 58 krótszych opowiadań, sześciu dramatów. Obszerny był również jego dorobek publicystyczny.
W 1952 r. został również przewodniczącym Rady Najwyższej Łotewskiej SRR. W maju 1955 r. był członkiem delegacji radzieckiej na konferencję, podczas której powołany został Układ Warszawski. Deputowany do Rady Najwyższej ZSRR od 2 do 5 kadencji, w latach 1952-1956 był kandydatem na członka KC KPZR.  

### Łotewski "komunizm narodowy" i usunięcie z funkcji
W grudniu 1956 r. Lācis wspólnie z I sekretarzem Komunistycznej Partii Łotwy Jānisem Kalnbērziņšem i przewodniczącym prezydium Rady Najwyższej Łotewskiej SRR Kārlisem Ozoliņšem przedstawił I sekretarzowi KC KPZR Nikicie Chruszczowowi sugestie dalszego rozwoju Łotewskiej SRR. Wzywał do zwiększenia liczby łotewskich działaczy partyjnych na kluczowych stanowiskach w republice, w miejsce niekompetentnych i nieznających miejscowych realiów ani języka Rosjan. Oczekiwał, by pracownicy partyjnego aparatu obowiązkowi znali język łotewski. Sugerował także ograniczenie migracji Rosjan do republiki i zmniejszenie tempa industrializacji, z którą wiązał się napływ rosyjskich robotników. Program sformułowany przez przywódców Łotewskiej SRR wyrażał tendencje do wypracowania "narodowej wersji komunizmu", jakie nasiliły się w Łotewskiej SRR w drugiej połowie lat 50.   
27 listopada 1959 r. odszedł ze stanowiska przewodniczącego Rady Ministrów Łotewskiej SRR, oficjalnie ze względów zdrowotnych (faktycznie chorował na cukrzycę). Faktyczną przyczyną jego dymisji był najprawdopodobniej spór z Nikitą Chruszczowem wokół dalszych planów rozwoju ekonomicznego Łotewskiej SRR. Lācis poparł koncepcję gospodarczego planu siedmioletniego przedstawioną przez jego zastępcę, Eduardsa Berklāvsa, który zakładał rozwijanie głównie tych gałęzi przemysłu, dla których Łotwa posiadała niezbędne surowce i przeznaczanie uzyskanego przychodu w pierwszej kolejności na potrzeby miejscowej populacji. Naciski kierownictwa KPZR z Chruszczowem na czele doprowadziły jednak do odrzucenia takiego planu, zdymisjonowania Berklāvsa oraz przewodniczącego Rady Związków Zawodowych Indriksa Pinksisa, a w ostatecznym rozrachunku - także samego Lācisa oraz I sekretarza KPŁ Kalnbērziņša. Lācisa na stanowisku przewodniczącego Rady Ministrów zastąpił Jānis Peive, Łotysz urodzony w Rosji, przybyły do Rygi dopiero w 1944 r. W 1960 r. dymisje „narodowych komunistów” łotewskich były kontynuowane; większość najwyższych stanowisk w strukturach partyjnych i państwowych znowu znalazła się w rękach Rosjan lub Łotyszy urodzonych i wykształconych poza Łotwą.  
W 1960 r. przeszedł oficjalnie na emeryturę. Ostatnie lata życia spędził w swoim domu w ryskiej dzielnicy Mežaparks, a dochody z praw autorskich i przekładów jego dzieł na inne języki (ponad 50) zapewniały mu dostatnie życie. Zmarł w 1966 r. i został pochowany na Cmentarzu Leśnym w Rydze, w alei głównej. 
Pośmiertnie, w 1987 r., wydany został tom jego listów. 
Odznaczony siedmioma Orderami Lenina i Orderem Wojny Ojczyźnianej I klasy.

## Rodzina
Miał młodszą siostrę Mildę. W 1927 r. ożenił się z Mariją Bute; w związku tym urodzili się synowie Zigurds (w 1928) i Ojārs (1932; zginął w 1940 r. wskutek nieszczęśliwego wypadku). Prawdopodobnie jego dzieckiem był również trzeci syn, Edvīns, urodzony przez Mariję w 1944 r. w obwodzie kirowskim, dokąd została ewakuowana razem z synem, gdy jej mąż przebywał w Moskwie. W 1944 r. Vilis Lācis ożenił się ponownie z Veltą Kalpiņą, swoją sekretarką; w małżeństwie tym przyszli na świat synowie Leonīds (1945) i Juris (1946).